# 黄永祚
黄 永祚（황영조、ファン・ヨンジョ、1970年3月22日 - ）は、韓国・江原道三陟郡（現三陟市）出身の陸上競技選手。専門は長距離走・マラソン。1992年バルセロナオリンピック男子マラソンの金メダリストである。本貫は平海黄氏。

## 来歴
最初は自転車競技の選手だったが、高校時代にソウルでマラソンを走った日本の中山竹通をテレビで見て、その美しいフォームに憧れ、マラソンを志した。当時、韓国の長距離選手は山口県防府市にあったカネボウ陸上競技部監督の貞永信義のもとを訪問して合宿をしばしばおこない、ファンも高校時代に防府読売マラソン高校生の部（10km）で優勝している。のちにバルセロナオリンピックで優勝した際、コーチの鄭奉守（チョンボンス）は「（優勝の）秘密なんかありません。貞永さんに教えてもらったんですから」と述べている。
若い頃からトラック競技で有望なランナーであったが、1991年の初マラソンで優勝してからはマラソンに集中することになった。
オリンピックまでの3回のマラソンの成績は、優勝が2回、2位が1回というものであり、バルセロナオリンピックのマラソンは4回目のマラソンであった。
1992年バルセロナオリンピックでは、中間点を過ぎた時点でまだ30人が残るというスローペースの中、ファンも先頭集団の中にいた。しかし、次第に先頭集団がばらけだし、35キロ地点では日本代表の森下広一とファンの一騎討ちとなる。その後、40キロ地点手前のモンジュイックの丘でファンがスパートし、森下を振り切って金メダルを獲得した。このため韓国では「モンジュイックの英雄」と称される。
バルセロナオリンピックの後は脚部の不調もあって、レースに出るのを大幅に減らした。しかし、1994年のボストンマラソンで4位に入り、一線に復帰。同年の広島アジア競技大会では、日本代表の早田俊幸とレース後半競り合ったが終盤突き放し、優勝した。しかし1996年アトランタオリンピックは、再び怪我のため出場資格を得ることができず、その後引退した。

## マラソン全成績
- 1,2時間12分35秒　　優勝　91.03.17　ソウル
- 2,2時間12分40秒　　優勝　91.07.21　シェフィールド・ユニバーシアード
- 3,2時間08分47秒　　2位　92.02.02　別府大分毎日マラソン
- 4,2時間13分23秒　　優勝　92.08.09　バルセロナ五輪（金メダル獲得）
- 5,2時間08分09秒　　4位　94.04.18　ボストン　（生涯ベスト記録）
- 6,2時間11分13秒　　優勝　94.10.09　広島・アジア大会
- 7,2時間11分32秒　　2位　95.10.28　春川
- 8,2時間25分45秒　 29位　96.03.24　慶州

（引退）